# Apisa crenophylax
Apisa crenophylax är en fjärilsart som beskrevs av Holland 1893. Apisa crenophylax ingår i släktet Apisa och familjen björnspinnare. Inga underarter finns listade i Catalogue of Life.